# Tobin J. Marks
Tobin Jay Marks (né le 25 novembre 1944) est un chimiste américain.

## Carrière
Tobin Marks obtient son baccalauréat en chimie de l'Université du Maryland en 1966 puis son doctorat. Il est diplômé du Massachusetts Institute of Technology en 1971 sous la direction de FA Cotton. Il arrive à l'Université Northwestern à l'automne 1970. 
Il est professeur de chimie inorganique, professeur de chimie catalytique Vladimir N. Ipatieff, professeur de science et d'ingénierie des matériaux, professeur de génie chimique et biologique et professeur de physique appliquée à l'Université Northwestern à Evanston., Illinois. Il travaille sur la chimie organométallique des éléments synthétiques et des métaux de transition précoce, la chimie des polymères, la chimie des matériaux, la catalyse homogène et hétérogène, les matériaux photoniques à base de molécules, la Supraconductivité, le dépôt chimique en phase vapeur métallo-organique et les aspects biologiques. de la chimie des métaux de transition.

## Les groupes de Marks
Historiquement les groupes de Marks sont organisés en quatre équipes (AD), reflétant les atouts historiques et les besoins des technologies émergentes :
- Equipe A; Organométalliques/Catalyse
- Équipe B : Photonique Moléculaire
- Équipe C : Oxydes transparents
- Équipe D : Electronique Moléculaire

Marks est connu pour sa capacité à lier ses efforts à des problèmes pratiques. Les travaux en organométalliques/catalyse (équipe A) se sont traditionnellement concentrés sur deux domaines principaux : les polymérisations médiées par le groupe IV et l'hydroélémentation médiée par les éléments f,. Ses travaux approfondis sur les catalyseurs de polymérisation et la détermination de caractéristiques mécanistiques permettant l'optimisation ont rendu ces matériaux et procédés industriellement pertinents,.
 